# Gigi in Jazz
Pour les articles homonymes, voir Gigi.
Gigi in Jazz est un album de Jazz West Coast du trompettiste et bugliste Shorty Rogers. Il est publié par RCA Records et est crédité à Shorty Rogers and His Giants.

## Enregistrement
L'album, comme son nom l'indique, est une adaptation en jazz de la musique du film de Vincente Minnelli, Gigi. La musique du film, sorti la même année, en 1958, est composée par Alan Jay Lerner et Frederick Loewe.

### Musiciens
Les sessions sont enregistrées en deux jours par deux ensembles qui sont composés de:
- 27 janvier 1958 : Shorty Rogers (tp, bg), Bill Holman (ts), Larry Bunker (vb), Pete Jolly (p), Ralph Pena (b), Mel Lewis (d).
- 30 janvier 1958 : Shorty Rogers (tp, bg), Bill Holman (ts), Larry Bunker (vb), Pete Jolly (p), Buddy Clark (b), Mel Lewis (d).

### Dates et lieux
- 2, 3, 5, 7 : Los Angeles, Californie, 27 janvier 1958
- 1, 4, 6, 8 : Los Angeles, Californie, 30 janvier 1958

## Titres
Les huit pistes de cet album sont :
| N°     | Titre                             | Compositeur                      | Durée |
| ------ | --------------------------------- | -------------------------------- | ----- |
| Face 1 |                                   |                                  |       |
| 1.     | The Night They Invented Champagne | Alan Jay Lerner, Frederick Loewe | 4:00  |
| 2.     | I Remember It Well                | Alan Jay Lerner, Frederick Loewe | 4:59  |
| 3.     | I'm Glad I'm Not Young Anymore    | Alan Jay Lerner, Frederick Loewe | 3:32  |
| 4.     | She's Not Thinking of Me          | Alan Jay Lerner, Frederick Loewe | 6:06  |
| Face 2 |                                   |                                  |       |
| 5.     | Say A Prayer For Me Tonight       | Alan Jay Lerner, Frederick Loewe | 4:45  |
| 6.     | It's A Bore                       | Alan Jay Lerner, Frederick Loewe | 4:45  |
| 7.     | Thank Heaven For Little Girls     | Alan Jay Lerner, Frederick Loewe | 3:48  |
| 8.     | Gigi                              | Alan Jay Lerner, Frederick Loewe | 4:26  |

## Discographie
- 1958, RCA Records - LPM-1696 (LP)